# Jorge Zalszupin
Jorge Zalszupin (Varsóvia, 1 de junho de 1922 — São Paulo, 17 de agosto de 2020) foi um arquiteto e designer polonês naturalizado brasileiro.
Veio para o Brasil na década de 1950 depois de escapar da perseguição aos judeus na Polônia e ter cursado arquitetura na Romênia.
Em 1959 fundou em São Paulo a L'Atelier, fábrica pioneira na produção de móveis em série no Brasil. São de sua autoria as poltronas utilizadas pelos juízes do Supremo Tribunal Federal nas audiências e daquela que foi por um tempo a poltrona do prefeito de São Paulo, a mesma poltrona que ficou famosa por Fernando Henrique Cardoso ter se deixado fotografar considerando-se eleito antes da eleição de 1985, vencida por Jânio Quadros.
É considerado um dos maiores nomes em sua área no Brasil.
Morreu no dia 17 de agosto de 2020, aos 98 anos.

## Obras selecionadas

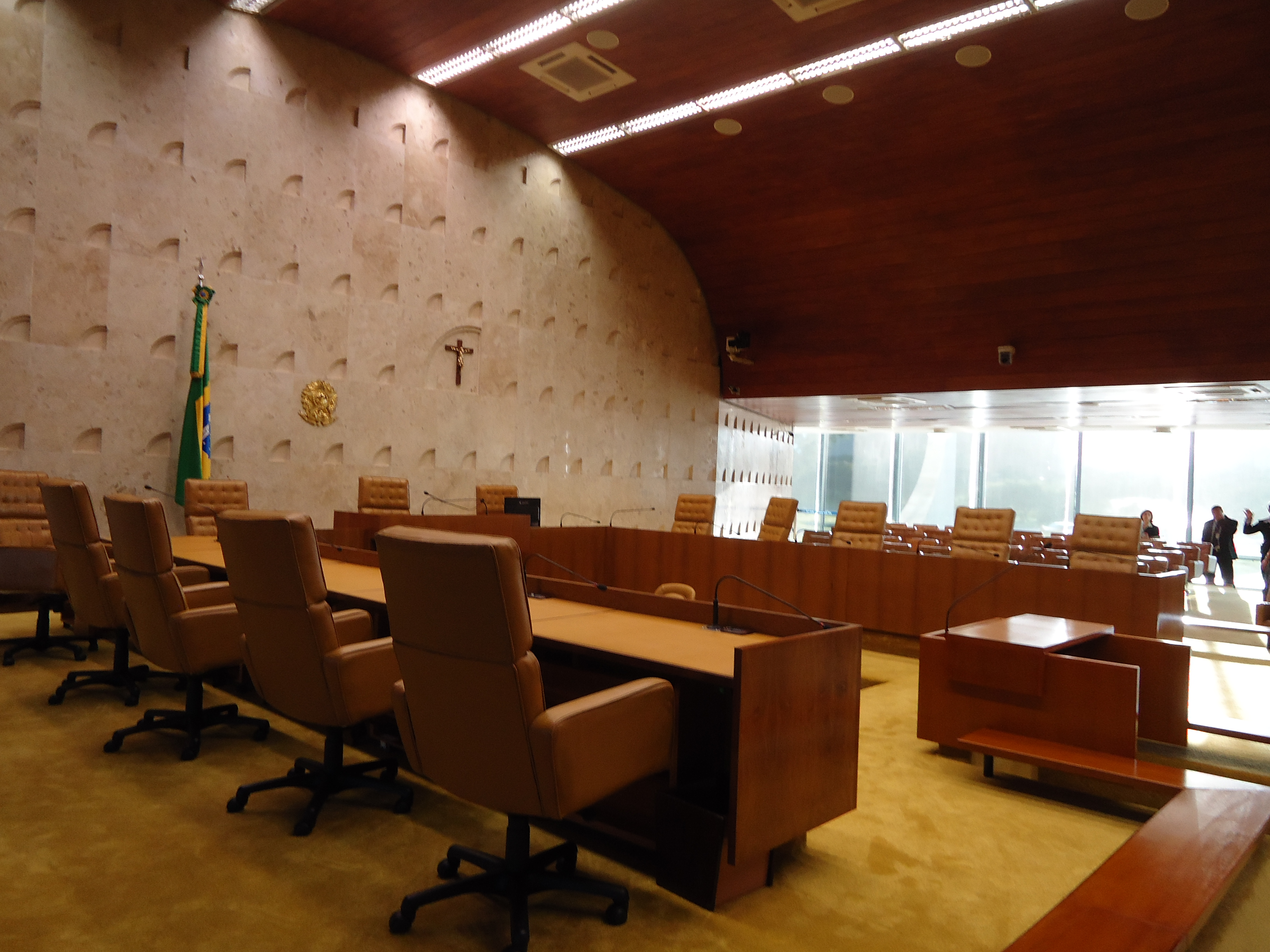
Plenário do Supremo Tribunal Federal, com seu mobiliário.

Ao longo de sua carreira Zalszupin se destacou pelas seguintes obras: 
- Mobiliário do Supremo Tribunal Federal (1960)
- Edifício Mendes Caldeira, em parceria com Lucjan Korngold (1960)
- Edifício Grande São Paulo (1971)
- Edifício Torre Paulista (1972)
- Shopping Ibirapuera (1975)
- Edifício Top Center (1975)